# خرچنگ سنگی فلوریدا
خرچنگ سنگی فلوریدا (نام علمی: Menippe mercenaria) نوعی خرچنگ است که در غرب اقیانوس اطلس شمالی، از کانکتیکات تا کلمبیا، از جمله تگزاس، خلیج مکزیک، بلیز، مکزیک جامائیکا، کوبا، باهاما، و سواحل شرقی ایالات متحده یافت می‌شود و همچنین می‌توان آن را در و اطراف باتلاق‌های نمک کارولینای جنوبی و جورجیا نیز یافت. این نوع خرچنگ، به‌طور گسترده‌ای برای غذا صید می‌شود. بعضی اوقات گونه‌ای نزدیک به خرچنگ سنگی فلوریدا به نام خرچنگ سنگ خلیج به عنوان یک زیرگونه برای این خرچنگ در نظر گرفته می‌شود اما اعتقاد بر این است که این دو گونه تقریباً ۳ میلیون سال پیش از هم جدا شده‌اند.

## توصیف ظاهری
پشت لاک خرچنگ سنگی ۱۲۵ تا ۱۶۵ میلی متر عرض دارد. رنگ آنها قرمز مایل به قهوه‌ای با لکه‌های خاکستری و زیر بدنشان قهوه‌ای مایل به قهوه‌ای هستند و چنگک‌هایی بزرگ و نابرابر با نوک سیاه دارند. علاوه بر دودیسی جنسی معمولی که توسط خرچنگ ها نشان داده می شود، خرچنگ های سنگی ماده فلوریدا نسبت به نرهای هم سن، پوسته‌ی بزرگتری دارند و نرها عموماً چنگک های بزرگتری نسبت به ماده ها دارند.

## شکار و تغذیه
خرچنگ‌های سنگی فلوریدا ترجیح می‌دهند از صدف‌ها و دیگر نرم تنان کوچک، پرتاران و دیگر سخت‌پوستان تغذیه کنند. آنها همچنین گهگاه علف دریایی و لاشه می خورند. شکارچیانی که از خرچنگ های سنگی تغذیه می کنند عبارتند از حلزون اسبی فلوریدا، هامور، لاک پشت های دریایی، سوکلا و اختاپوس.

## زیستگاه
خرچنگ های سنگی را می توان در سوراخ های عمیق ۱۵ تا ۹۰ سانتی متری نزدیک شمع های حوض در آب به عمق ۳۰ تا ۱۵۰ سانتی متر یافت. اغلب اوقات سوراخ دارای پوسته هایی در اطراف دهانه است. خرچنگ از پوسته به عنوان ابزار حفاری برای ساخت چاله استفاده می کند.

## تولید مثل
ماده‌ها در حدود دو سالگی به بلوغ جنسی می‌رسند. فصل تخم‌ریزی طولانی آنها تمام بهار و تابستان طول می‌کشد، در این مدت ماده‌ها تا یک میلیون تخم تولید می‌کنند. لاروها در حدود چهار هفته شش مرحله را پشت سر می‌گذارند تا اینکه به خرچنگ جوان تبدیل شوند. عمر آنها هفت تا هشت سال است. خرچنگ سنگی نر فلوریدا باید منتظر بماند تا ماده اسکلت بیرونی خود را پوست‌اندازی کند تا بتوانند جفت‌گیری کنند. پس از جفت‌گیری، نر برای کمک و محافظت از ماده برای چند ساعت تا چند روز بی‌حرکت باقی می‌ماند. ماده در هر فصل چهار تا شش بار تخم‌ریزی می‌کند.

## پوست‌اندازی

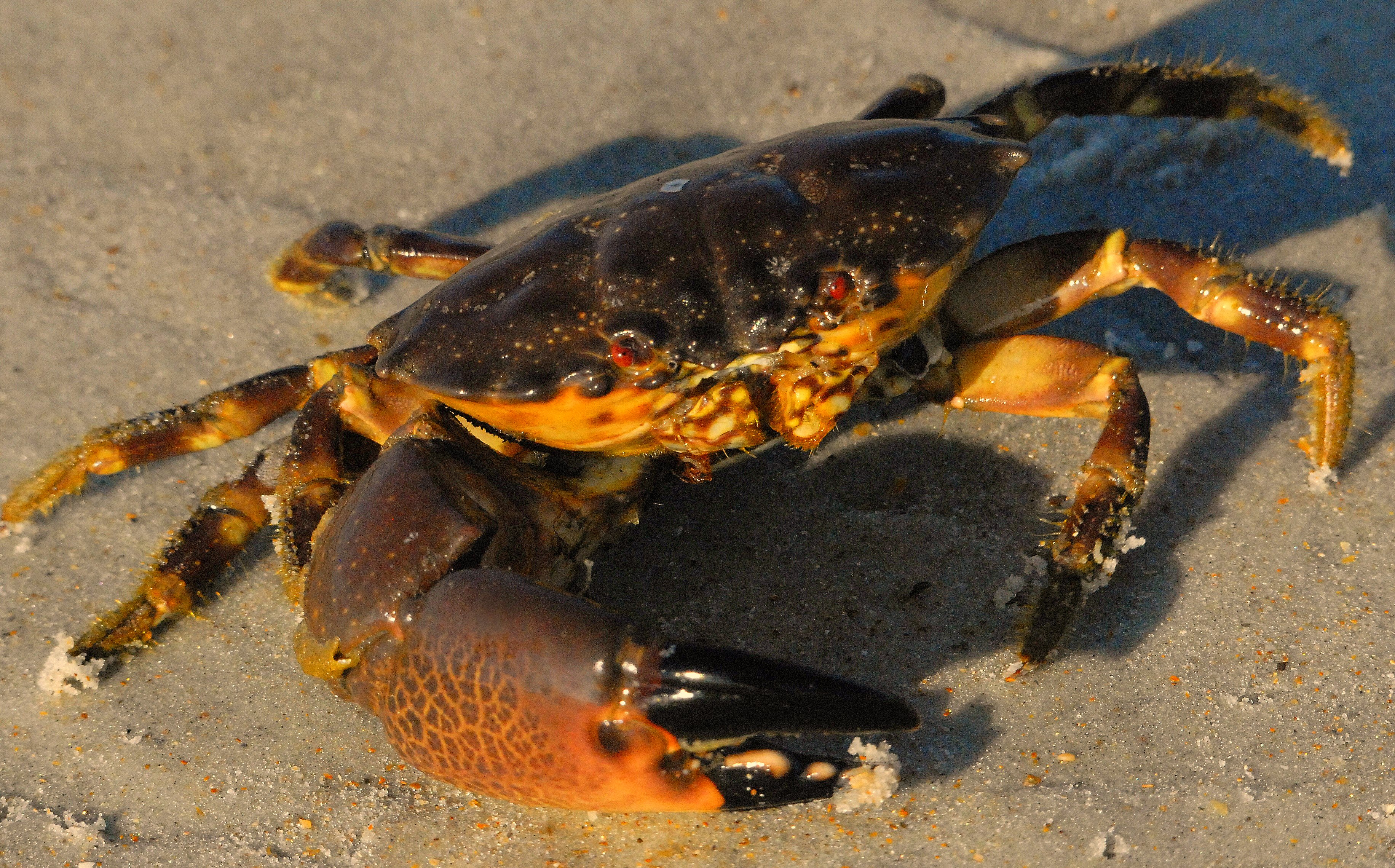
خرچنگ سنگی کوبایی نوجوان

خرچنگ سنگی فلوریدا برای فرار از شکارچیان یا فضاهای تنگ اندام خود می‌برد، اما اندام آنها دوباره رشد می‌کند هنگامی که یک چنگک قطع می‌شود به طوری که دیافراگم در مفصل بدن یا چنگک پنجه سالم باقی بماند، زخم به سرعت خود را بهبود می‌بخشد و خون بسیار کمی از دست می‌رود. با این حال، اگر چنگک در مکان نامناسبی قطع شود، خون بیشتری از بین می‌رود و شانس زنده‌ماندن خرچنگ بسیار کمتر می‌شود. هر بار که خرچنگ پوست اندازی می‌کند، چنگک جدید بزرگتر می‌شود. خرچنگ فقط در شب پوست‌اندازی می‌کند زیرا خرچنگ بدون محافظت پوسته‌اش در برابر شکارچیان بسیار آسیب‌پذیر است. هنگامی که یک خرچنگ بیش از اندازه در پوستش بزرگ شود، هورمونی را از غده‌ای که روی یکی از ساقه‌های چشمش قرار دارد به نام اندام x ترشح می‌کند. این هورمون از پوسته پوسته شدن خرچنگ از پوسته‌اش جلوگیری می‌کند تا زمانی که مکان امنی برای پوست‌اندازی پیدا کند یا در بیرون به اندازه کافی تاریک شود تا در امنیت پوست‌اندازی کند.

## صید

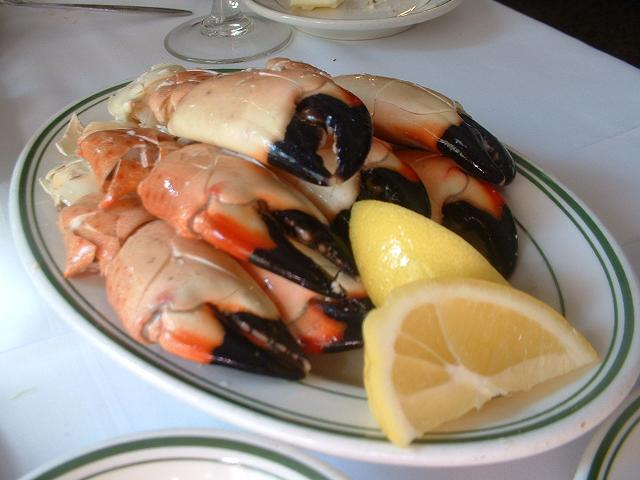
سرو کردن چنگک‌های خرچنگ سنگی فلوریدا

خرچنگ سنگی فلوریدا، درست مانند خرچنگ آبی معمولاً در نزدیکی اسکله‌ها، صخره‌ها یا مناطق صخره‌ای صید می‌شود. بدن این خرچنگ‌ها نسبتاً کوچک است و به ندرت توسط ماهیگیران صید می‌شوند اما چنگک‌های آنها که به اندازه‌ای بزرگ و قدرتمند هستند که حتی بتوانند صدف‌ها را بشکنند، یک غذای لذیذ به شمار می‌روند و آشپزهایی که چنگک‌های آنها را سرو می‌کنند، با قطع کردن یک یا هر دو چنگک خرچنگ، آن را می‌پزند. این کار درحالی که خرچنگ زنده است انجام می‌شود و بعداً خرچنگ‌ها را به اقیانوس بازمی‌گردانند تا خرچنگ بتواند اندام قطع شده خود را دوباره رشد دهد. برای نگهداری، چنگک‌ها باید از نوک چنگک‌ها تا اولین مفصل، ۷۵ میلی‌متر طول داشته باشند.
در سال ۱۹۷۸، و در مرکز تحقیقات پارک ملی اورگلیدز، خرچنگ‌های صیدشده وحشی در آکواریومی نگهداری می‌شدند تا میزان مرگ و میر خرچنگ‌هایی که چنگک‌هایشان قطع شده است را بررسی کنند. ۴۷ درصد میزان مرگ و میر برای خرچنگ‌هایی که هردو چنگک آنها قطع شدند بود، و ۲۸ درصد هم برای خرچنگ‌هایی که فقط یک چنگک آنها قطع شده بود. در سال ۲۰۱۱ میزان مرگ و میر به ترتیب به ۶۲٫۹ درصد و ۴۰٫۸ درصد افزایش یافته بود.
در نگاهی به گذشته، ۲۰ درصد از خرچنگ‌ها پس از اینکه چنگک آنها قطع شده بود، چنگک آنها دوباره رشد کرد.
در ایالات متحده، صید خرچنگ‌های سنگی فلوریدا از ۱۵ اکتبر تا ۱۵ مه قانونی است. میزان صید در سال‌های مختلف متفاوت است. بین ۲ تا ۳٫۵ میلیون در دوره ۲۰۰۹–۱۹۸۲، که عمدتاً از سواحل خلیج فارس (برخلاف سواحل اقیانوس اطلس) متغیر است. با توجه به شرایط محیطی، مقررات و شیوه‌های فعلی، اعتقاد بر این است که این حداکثر مقدار ممکن صید است. تعداد شکارها بین سال‌های ۱۹۹۰–۱۹۸۹ و ۲۰۱۰–۲۰۰۹ سه برابر شد. با این حال، به دلیل مدیریت شیلات، اعتقاد بر این است که جمعیت آنها ثابت است، زیرا تخم ریزی کافی اتفاق می‌افتد.
چنگک.ها بر اساس اندازه، به‌طور کلی در چهار اندازه فروخته می‌شوند: متوسط، بزرگ، کوچک و خیلی بزرگ.
بزرگ‌ترین محل فروش چنگک‌های خرچنگ سنگی، فروسگاه خرچنگ سنگی جو در میامی است و نقش مهمی در صنعت دارد و بر قیمت عمده فروشی تأثیر می‌گذارد و بسیاری از خرچنگ‌ها را تأمین مالی می‌کند. آکواریوم خلیج مونته‌ری به صید خرچنگ سنگی فلوریدا بالاترین امتیاز «بهترین انتخاب» را برای حفظ استانداردهای بالای ماهیگیری و یک ماهیگیری مناسب برای حفظ خرچنگ‌های سنگی، داده‌است.